# Humococcus hilariae
Humococcus hilariae är en insektsart som först beskrevs av Ferris 1919.  Humococcus hilariae ingår i släktet Humococcus och familjen ullsköldlöss. Inga underarter finns listade i Catalogue of Life.